# Achí (etnia)

Baja Verapaz, departamento ubicado en el corazón de Guatemala, es rico en costumbres y tradiciones prehispánicas

Los achíes (o achi'es) son un grupo étnico de origen maya, asentados en varios municipios pertenecientes al departamento guatemalteco de Baja Verapaz: Cubulco, Rabinal, San Miguel, Salamá, San Jerónimo, Purulhá, parte de Granados y el Chol.

## Datos históricos

### Época prehispánica
Existe un relato de un personaje conocido como el cacique principal, Quicab, célebre por su riqueza de perlas, esmeraldas, oro y plata. 
Los pueblos principales y los cabezas de capul, acompañaron al cacique cuando entró entre los indígenas de la costa, los achíes, que se hacían llamar el pueblo y sitio de Xetulul. Era mediodía cuando empezaron a pelear contra ellos, ganando tierras y pueblos sin matar a ninguno, sólo atormentándolos. Cuando los achíes se rindieron, dieron tributos de pescado, camarón; como presente, le ofrecieron cacao y mucho pataxte al cacique principal Francisco Izquin Ahpalotz y Nehaib, dándole validez como rey y obedeciéndole como tributarios; los achíes le entregaron los ríos Zamalá, Ucuz, Nil y Xab. Estos servían de mucho provecho al cacique Quicab, pues generaban pescado, camarón, tortugas e iguanas.

### Conquista
Cuando algunos frailes dominicos españoles llegaron a la actual Guatemala, el único lugar que les faltaba para conquistar era Tezulutlán o “Tierra de Guerra”.
Fray Bartolomé de las Casas fue el encomendado para "reducir" a los indígenas por vía del cristianismo.
Una de las referencias más viejas que hay sobre Cubulco se encuentra en el Título Real de don Francisco Izquin Nehabib, escrito en 1558.
En 1862, se publicó en París, Francia, el Rabinal Achí. Dicho documento fue encontrado por el abate Charles Étienne Brasseur de Bourbourg. Estudios expertos afirman que el etnodrama toma valores de honor militar sólo comparado con la Ilíada de Homero.
El antropólogo holandés Ruud Van Akkeren, en una entrevista sobre etnias mayas, afirmó que:

Los achíes del siglo XVI no eran los achíes de hoy; lo mismo pasa con los keqchíes o los quichés, sólo por mencionar algunos grupos. Estos pueblos tienen derecho a conocer su historia - Ruud van Akkeren.

## Aspectos geográficos
El nombre original de la cabecera de Baja Verapaz, Salamá, es Tz'alam Ha', la cual significa "tablas sobre el agua".
Salamá, Cubulco, Rabinal, San Miguel Chicaj y San Jerónimo conforman los únicos municipios de Guatemala donde el idioma materno es el achí.
En el municipio de Cubulco, hay sitios arqueológicos poco visitados como Belejeb' Tzaq, Chilu, Los Cimientos, Nim Poco y Pueblo Viejo.
San Miguel Chicaj sobresale por su inmensa iglesia católica.

## Actividades productivas
Rabinal posee la fama de producir las naranjas más dulces del país. San Jerónimo es muy conocido por ser el sitio de la colonia donde se hallaban las mejores haciendas y viñedos de los dominicos, de donde salía el mejor vino del Reino de Guatemala. En esa región se "introdujo" a varias gentes de origen africano con el fin de trabajar en las plantaciones.
Además de la producción de naranjas y otros cultivos, otras actividades destacadas son: artesanías en Morro (jícaras, huchas, chinchines y guacales) en barro, maguey y mimbre.
En Rabinal se encuentra uno de los mercados más conocidos por su tradición, inclusive el Padre Narciso Teletor, uno de sus más enjundiosos descriptores, lo decía en 1955. Localizado en el valle de Zamaneb, Rabinal fue un importante paso de comercio. Se comercian cerámica, textiles, naranjas, pinol, boxboles y atoles. Para su fiesta de enero se comercian bestias de carga.

### Tejido
Parte importante de la cultura de los mayas achíes, esta actividad es realizada con el telar de cintura o palitos, se hace de la misma manera que su predecesora Ixchel. En la elaboración se siguen procesos tales como: colocar el hilo en el telar, separación del hilo, colocación de otros hilos para bordar e ir formando las diferentes figuras. En dichos telares se crean güipiles, bandas, servilletas, manteles, etc. La actividad se realiza por amas de casa y transmiten el conocimiento al enseñárselo a sus hijas. Los cortes o enaguas son elaborados por los hombres en telares de pie.
Utilizan el “ixkak”, como le denominan en achí al algodón teñido de blanco y café, cuya materia prima recogen a fines de invierno y le llaman “mish”.

### Barro rústico y tecnificado

#### Cerámica a mano
Es la modalidad más antigua que se heredó de sus antepasados. En primer lugar se consigue la materia prima, obtenida en un terreno comunal llamado "capilla del barro", en seguida se deja secar al Sol, luego se vierte agua y patean el barro hasta hacerlo quedar muy fino, así queda listo para usarse. Para darle forma, se dan vueltas con el cuerpo creando ollas, tinajas, cántaros, jarros, comales, batidores, entre otros. Las formas que realizan son pintadas en barro rojo y pintura que es extraída de una piedra que se transforma en blanco al ser quemado, ambos materiales poseen un origen natural. La cerámica a mano es quemada al aire libre, en un lugar plano, rodeado de estiércol (muñido) y envuelto totalmente en paja seca (zacate o zacatón). Los objetos artísticos son comerciados en el mercado local, departamento, nivel nacional, e inclusive internacional.

#### Cerámica tecnificada
En primer lugar se obtiene la materia prima que es el barro, cuando es extraído se presenta en pedazos de terrones, para usarse tiene que pulverizarse previamente con un mazo, este procedimiento es conocido como aporrear el barro. En seguida, es remojado el polvo, se mezcla, se patea y se soba con la mano, hasta llegar al punto donde está lo suficientemente fino para utilizarse.
Para la elaboración de este tipo de cerámica es utilizado el torno. El torno se gira con los pies, quedando libres las manos para moldear la pieza. Durante la creación de piezas grandes y altas, se realizan por partes, también se adornan, luego se quema en un horno, después del quemado, se pintan, posteriormente se comercian en el mercado local, departamento, nivel nacional e internacional. El uso del torno permite elaborar jarrones, maceteros, lámparas, ánforas, vajillas, entre otros.
En ambos tipos de cerámica, ya sea a mano o tecnificada, es una labor transmitida de generación en generación. Es de importante mención que también existen las técnicas vidriada y la cerámica pintada con anilina propia de Rabinal y Chicaj. Es utilizada para personificar danzas como Rabinal Achí, Venado, Negritos, La Conquista, Torito y Animales.

### Cestería
Mediante el entretejido de fibras duras, semiduras y planas se producen cestos de diferentes usos y tamaños; se producen este tipo de artesanías principalmente en Cubulco, San Miguel Chicaj, Salamá y Purulhá.

### Productos de madera
Se fabrican muebles de diferentes maderas, finas o corrientes en todos los municipios achíes. Chinchines, maracas, matracas, guitarras y violines son elaborados en Rabinal, San Miguel Chicaj, Salamá y Purulhá. Máscaras para ceremonias y fiestas en Granados y Rabinal. Y juguetes en San Jerónimo.

### Productos metálicos
El hierro forjado se maneja para aldabones, balcones, puertas y herrajes, sólo en Cubulco, Rabinal, San Miguel Chicaj y Purulhá. La hojalata es usada para faroles, candeleros y candiles en Salamá y Rabinal.

### Pirotecnia
En Rabinal, Salamá y Purulhá se hacen artesanías pirotécnicas para fiestas familiares, religiosas y cívicas a base de pólvora.

### Chinchines y guacales
Para elaborar los chinchines y los morros, la materia prima necesaria es el morro, obtenido de un árbol del mismo nombre. En primera instancia, se recolectan los morros, una cualidad indispensable es que estén sazones, los hay de tamaños grandes (guacales), medianos y chicos (chinchines). Una vez recolectados se cocen en un tonel, en seguida se realiza el llamado baseado usando instrumentos especiales, también se lijan con una hoja especial que se halla en el lugar. Luego de todo este complejo proceso, se pintan y se les añaden adornos especiales, utilizando pinturas naturales y artificiales. También se transmite de padres a hijos.
Existen chinchines con formas zoomorfas (animales), fitomorfas (vegetales) o antropomorfas (seres humanos). Según el historiador Luis Luján Muñoz, las piezas más longevas son las que tienen escritos los nombres de sus dueños y “algunas veces presentan textos alusivos a los acontecimientos para los cuales fueron elaborados”, afirma en su escrito "Jícaras y guacales de Rabinal", publicado en la revista Galería, de la fundación G&T.
El morro en conjunto con el jícaro, son trabajados en tres sistemas:
1. Labrando la jícara en su color natural.
2. Coloreando los artículos con palo amarillo y achiote para originar el tono rojo.
3. Proporcionándoles el color negro con hollín de ocote e incrustándolo con una grasa extirpada de un insecto llamado "nij". Luego se restriega con un paño para sacarle brillo y después lo labran para crear paisajes, figuras humanas y animales, así como nombres y letreros diversos. Así elaboran jícaras, guacales y chinchines.

Es en Rabinal y San Miguel Chicaj, donde hay la mayor producción de estas artesanías.

#### Importancia del Niij
Como ya se dijo, el Niij (Llaveia sp. Homoptera: Margarodidae) es un insecto que los biólogos ubican en el grupo “escama” (dentro del orden homoptera), cuyo cultivo de huevecillos se realiza en los árboles de jocote, piñón o ixcanal. Es pariente de la cochinilla (Dactylopius coccus) según el biólogo Charles MacVean, decano de la Maestría en Ciencias Ambientales de la Universidad Rafael Landívar. La grasa extraída del Niij, al frotarse contra el morro seco, se vuelve un aceite secante vegetal o una especie de cera, que al mezclarse con "tizne" (carbón fino de ocote) se convierte en una película de laca. Es lustrosa, resistente al agua, al calor, a la abrasión, y por su largo uso tradicional en utensilios de cocina, no es tóxico. En México se le mezcla con achiote y se origina el rojo. Con la mezcla de la savia del palo amarillo, se produce el color amarillo.
Existen testimonios de Diego de Landa y Bernardino de Sahagún, quienes fueron los primeros en documentar la práctica de estos cultivos, y de uso similar al actual. Sahagún, relata en sus escritos de 1582, que se utilizaba también como medicamento para enfermedades de la piel, la garganta, afecciones uterinas, inflamación de los testículos y como antídoto para hongos venenosos.
Hay registros antiguos de que habitó desde Sinaloa, al noroeste de México, llegando hasta Chiriquí, Panamá pero a alturas menores de 1 372 metros.

"De todos los sitios mencionados en la región mesoamericana, los únicos donde actualmente se encuentra el niij, se practica su crianza y a la vez se utiliza artesanalmente son Rabinal y Chiapa de Corzo", - Charles MacVean.

### Otros
En adición, se laboran la jarcia, productos de palma, cerería, cuero, materiales de construcción, elaboración de instrumentos musicales (como el tun y la chirimía) y tul.

## Sociedad

### Organización social
En la sociedad achí existe una interacción entre jóvenes y adultos, a causa de que los ancianos infunden a las nuevas generaciones preservar las tradiciones y costumbres. Se cree que los ancianos vencieron grandes obstáculos para transmitir dichos conocimientos.

### Escolaridad
Se carece de escuelas bilingües, por lo que prevalece el analfabetismo.

## Cultura

### Medicina tradicional
Existe un muy tradicional conocimiento empírico sobre los males que aquejan a los achíes. Se tiene como base fundamental, el uso del temazcal, hierbas y plantas medicinales. La labor de las comadronas es muy valorada.

### Gastronomía Achí

#### Bebidas
Las bebidas principales en el menú achí, son: atol blanco, tres cocimientos, shuco, atol de arroz y arroz con leche. Las tres primeras se elaboran a base de maíz, el atol blanco y tres cocimientos se pueden realizar con el maíz blanco o amarillo, en tanto que el shuco se hace con maíz negro, al atol de arroz se le agrega panela de dulce más esencia de atol blanco, al arroz con leche se le agrega arroz y leche de vaca o en polvo. Las bebidas son fabricadas por las mujeres y son utilizadas como refacción para trabajadores y para la familia. La costumbre de la elaboración de estas bebidas se inculca de madres a hijas.

#### Comidas
Los dos platillos más destacados son el pinol y el bochbol (o boschbol). La primera es hecha con maíz tostado, luego se muele, se agregan otros condimentos y la carne usada es el chompipe o pavo. En la elaboración del bochbol, se utilizan hojas de ayote tierno, masa de maíz, pepita de ayote tostada (que luego es molida) y tomate. Consiguen una forma de pequeños rollos cilíndricos, luego son colocados en una olla al fuego para ser cocidos. Cuando se sirven en la mesa, se le agrega la pepita molida al igual que el tomate, la costumbre es comerlos calientes. El pinol es una comida para fiestas especiales, en tanto que el bochbol es una comida consumida comúnmente. Las recetas son heredadas de madres a hijas.

### Vestimenta
La indumentaria de los indígenas achíes es elaborada con instrumentos rústicos, destacan por su gran colorido.
El traje masculino era comúnmente elaborado por la mujer, usando el algodón, fabricaba el mismo hilo para tejer la camisa, el pantalón de color blanco y su banda de color rojo. El hombre se ocupaba de sembrar el algodón y cuando se cosechaba, se dedicaba a la elaboración del hilo y se utilizaba una pintura natural para teñir el hilo preparado, así sacaban el hilo de tonalidad negra.
La modernidad ha influenciado a la pérdida del vestuario; son pocas ya las personas de las comunidades, que usan estos trajes elaborados en telar de cintura bajo los colores naturales.
Antiguamente la mujer elaboraba su propio güipil y su corte, ambos eran de color negro; en la actualidad, las mujeres que habitan en las zonas rurales, siguen elaborando su propio güipil, pero ya no el corte, pues se usa lo más tecnificado que son los finos hilos y colores provenientes de la parte occidental del país. El corte rojo se creó luego, es fabricado en el área urbana de Rabinal y otros lugares de la región achí. Al igual que la elaboración de la cinta en colores, el cordón que era de color café o negro y el uxaryo (collar).
En ambos casos, los trajes tenían dos variantes: el de uso ceremonial y el de uso corriente.

#### Significado de los colores
Cada color utilizado es particular debido a que representa mucho en la vida del ser humano, fomentan energía, armonía, paz y tranquilidad en la familia, así como comunidades que conviven en la realización de sus actividades cotidianas.
- Blanco: Representa el amanecer de todos los días, color de huesos y dientes, pureza y bienestar.
- Rojo: Connota vida, fuerza, los rayos solares que calientan y ahuyentan la oscuridad así como la sangre que circula en cada ser humano.
- Negro: Simboliza el cabello, la parte negra del ojo, la noche donde descansa el ser humano por haber trabajado en el día, es donde se esconde el sol, donde yacen nuestros muertos.
- Amarillo: Expresa la similitud con el maíz amarillo, negro, rojo y blanco, también la producción de excelentes cosechas y la familia.
- Verde: Encarna la naturaleza, la zona verde de los valles y todo tipo de plantaciones.
- Azul o celeste: Representa a los grandes ríos, lagos, mares y el color del firmamento.
- Café: Simboliza al color de la tierra y al cordel del mismo color, usado para amarrar el cabello de las mujeres, fue muy popular por mucho tiempo, además de la cinta. En tiempos recientes, sólo se puede apreciar dicho cordel en las comunidades más lejanas así como la cinta, es reducida la zona urbana donde el cordel o la cinta son usados.

#### Traje femenino
Está conformado por:
- Güipil: Lleva varios colores, figuras, bordados con distintos nombres y algunos pensamientos relacionados con la vida del ser humano. El significado de las figuras es un asunto reservado por las mujeres, pues tejen al garete sin conocer los simbolismos.

- Corte

- Cinta en colores

- Cordón

- Uxaryo (o collar)

- Cordel

#### Traje masculino
Comprende:
- Camisa

- Pantalón blanco (calsonsillo Blanco)

- Banda roja

## Fiestas y ceremonias tradicionales
Los achíes transmiten sus costumbres de generación en generación. Sus ceremonias giran en torno a las cofradías y el deber de los cofrades para mantener la correcta realización de las fiestas. Son un grupo indígena que realiza la ejecución de múltiples y variadas danzas. Estas juegan también un papel importante en la transmisión del conocimiento de la costumbre. Sus deidades más conocidas son el Ajaaw (el Divino) y el uk'u'x kaaj, uk'u'x uleew al cual se le pide permiso previo para ejecutar los bailes ceremoniales. Los elementos de la naturaleza como la lluvia, el viento, las nubes y el maíz son considerados sagrados y parte de su subsistir.
Destacan también las celebraciones de Semana Santa, Navidad y Nochebuena. La religión achí es un complejo sincrético de cristianismo-animismo, es por eso que existen a granel adoratorios y cerros sagrados. Los más santificados son Chipichek, Chusxan, B'ele tz'ak y Cuwajuexij.
El calendario Tzolkin dirige los ritos agrícolas y la cosmogonía ritual.

### Cofradías y cofrades
Entre los achíes, existen organizaciones sociales grandemente consolidadas, como son las cofradías. En Rabinal existen 16; en San Miguel Chicaj 8; en Salamá 3 y también hay presencia de éstas en Cubulco y San Jerónimo. Las cofradías conforman parte de su raíz y de la cultura de sus antepasados. En la actualidad, son los ancianos, los que transmiten ese conocimiento a sus hijos, mediante la tradición oral. Uno de los cargos que poseen una rigurosa escala es el de Qajawxeel, los presidentes de las cofradías.
Las cofradías son también fiestas mayas, en las que los achíes veneran a una imagen, la cual representa a un ser que importante durante su vida. En Rabinal se celebra la cofradía de Corpus Christi, 60 días después de la Semana Santa, en celebración del "Divino", llamado Ajaaw en idioma achí. Es una de las cofradías más importantes de Rabinal, pues en su festejo se invoca a la lluvia, al viento y a las nubes para tener una buena cosecha en la siembra del maíz, que para ellos es sagrado y base de su alimentación.

### Fiestas titulares
| Municipio         | Fecha            | Patrón               |
| ----------------- | ---------------- | -------------------- |
| Salamá            | 17 de septiembre | San Mateo            |
| Cubulco           | 25 de julio      | Santiago Apóstol     |
| El Chol           | 8 de diciembre   | Virgen de Concepción |
| Granados          | 29 de junio      | San Pedro            |
| Purulhá           | 13 de junio      | San Antonio de Padua |
| Rabinal           | 25 de enero      | San Pablo            |
| San Jerónimo      | 30 de septiembre | San Jerónimo         |
| San Miguel Chicaj | 29 de septiembre | San Miguel Arcángel  |

### Fiesta de la Virgen del Patrocinio
La fiesta de la Virgen del Patrocinio (celebrada en Rabinal), la cual es una imagen tallada, consiste en novenas y transmitir la imagen de casa en casa, dicha tradición se practica desde el siglo XVIII; la condición es que la familia que solicita a la Virgen, debe tener un hogar ejemplar ante la comunidad y que el padre y la madre sean casados por vía religiosa y legal. A la pareja que tiene este derecho se les denomina "mayordomos de la cofradía de la Virgen" y en su casa se realiza la novena en su honor. Estas actividades se realizan del 18 al 22 de noviembre. En ese periodo, se presenta el Convite de Rabinal y el de Santa Cruz del Quiché y los cofrades celebran con juegos pirotécnicos. 
Asimismo, es muy conocida la leyenda de la Virgen del Patrocinio por los historiadores locales, la cual dice que a mediados del siglo XVIII, una mujer se le apareció a un anciano que cortaba leña en la cumbre de San Miguel Chicaj, quien le pidió avisara al sacerdote de Rabinal que la fuera a confesar. Acto seguido, el leñador envió el mensaje al cura, que se mostró incrédulo. 
Tiempo después, la señora se le materializó en sueños al sacerdote para solicitarle que la confesara. Cuando despertó, se dirigió rumbo a la cumbre, donde se le apareció la imagen que todavía se conoce como la Virgen del Patrocinio.

### Rabinal Achí
El Rabinal Achí ha sido considerado un ballet drama y danza reconocido a nivel nacional e internacional, su narración es realizada en idioma achí, se representa en los días de la fiesta de San Pablo Apóstol que va del 17 al 25 de enero de cada año y donde participan siete personajes principales. De origen prehispánico, en la actualidad sólo se ejecuta exclusivamente en el municipio de Rabinal.
Este drama representa la proclama de los rabinales del siglo XIII a los gobernantes quichés por destruir los pueblos del valle, por eso resistieron a pagar el debido tributo. K’iche Achí es acorralado, apresado y sentenciado por la corte gobernante de los rabinales, y por eso es sacrificado después de despedirse de su pueblo.
Como parte de la celebración, cada año se elige a una nueva Alí Ajaw (Princesa Achí) de Rabinal; en 2004 la elegida fue Albertina Alvarado López de la aldea Xococ, una profesora de educación primaria, quien indicó que incitaría al Gobierno a preocuparse por la niñez, debido a que los infantes son el presente y futuro de Guatemala. A la proclama se le unió Rosa Glendy Pirir Coloch, su predecesora.
En 2005, Karla Yolanda López López fue elegida para el periodo 2005-2006.
La más reciente elegida fue Ana Julieta López Chen para el periodo 2007-2008. En una votación de entre cuatro candidatas, también compitieron Vivian Adriana Chen Piox, Rosalina Tot Morente y Ana Leticia López Yol. Ana Julieta fue investida con la corona y el chachal, el 17 de enero de 2007. De hecho, Rabinal, significa "Lugar de la Hija del Señor".
```
Rabinal Achí es "xajooj tun" lo significa danza del tun o tambor
```

### Ritual de las danzas
En general, todos los bailes, antes de ser representados en público, son practicados en ensayos donde los mayores orientan a los jóvenes a conocer cada una de las escenas y movimientos diferentes que tienen que hacer, todo se transmite de una generación a otra. Antes de realizar estas actividades, se deben hacer ofrendas al uk'u'x kaaj, uk'u'x uleew para que dé el permiso necesario y de esa manera no tener ninguna especie de problemas, esto es realizado por un teniente o ajq'iij y consiste en hacer un velatorio con todas las máscaras de los participantes, utilizando candelas, incienso, licor (awasib'al) se invoca a los antepasados que han participado en estas danzas.
Se encuentran conjuntos de marimbas de todas las clases, tambor, pito y chirimía. Destaca el uso de tres instrumentos muy indispensables: el tun, de origen prehispánico, el cual acompaña con trompetas largas al baile del Rabinal Achí; el adufe, tambor cuadrado de origen árabe, y tres tambores chicos denominados aj ec, que interpretan el baile de los Negritos en Rabinal. Por ende, las agrupaciones de arpa, violín y guitarrilla, con su correspondiente "puñetero" o "bordonero", de ascendencia q'eqchi', tienen inmensa admisión en la Baja Verapaz.

### Distribución regional de las danzas
En Rabinal es donde existe más diversidad de danzas para los día festivos, se presenta el Baile de los Negritos, De Cortés, Nima Xajooj, Moros y Cristianos, San Jorge, Patzka', Ixiim Keej, Komoon Eq, B'alam Keej, El Costeño, Charamiyeex (Soto Mayor), Aj Eq, El Venado, De Toritos, La Conquista, El Chico Mudo, Los Huehuechos, La Sierpe, Los Animalitos y Las Flores. Y por también todos conocido, el baile etnohistórico, el Rabinal Achí (Xajooj Tuun).
En Cubulco es muy conocido el Palo Volador, así como las danzas de: El Venado, De Toritos, Mexicanos, De Cortés, El Costeño, El Chico Mudo, Los Huehuechos, Los Negritos, Los Animalitos y Los Judíos.
Las danzas de Salamá son El Venado y El Costeño.
En Purulhá se encuentran la de El Venado y Los Mazates.
En San Miguel Chicaj se realiza El Baile de la Pichona y De Toritos.

## Tradición oral
Hay varios tipos de narradores de las tradiciones orales que son apreciados por su sabiduría legendaria. Existen narradores de oficio especializado, que poseen entre sus cualidades, saber transmitir la memoria histórica de su pueblo, dar consejos a la comunidad y ser verdaderos centinelas de las culturas de la región. El narrador toma el nombre de Anciano Mayordomo o Ajtzij entre los achíes.
El otro tipo de narrador oral es el ocasional, que narra con la carencia de la magistralidad del anterior, aunque guarda en gran parte de su sabiduría, las tradiciones ancestrales de su pueblo.
Las leyendas que se narran en tiempos rituales de parte de los Ajtzij en cerros y adoratorios sagrados, rememoran la historia mítica que para los achíes de Rabinal es verdadera.
Un género importante es el de los Señores y Dueños de Cerros, compartidas en gran medida con las de Alta Verapaz.

### Rajawales
Se cuenta en Cubulco que en el cerro Cajiup, del valle del Urram, en Rabinal, habitan los rajawales que son espíritus de la comunidad y la región. En una ocasión, un par de comerciantes que iban a vender cerámica a Rabinal, se quedaron a dormir en el cerro Cajiup, por donde se mira la cumbre del cerro de los Yaguales, pues tenían mucha hambre. Uno de ellos vio salir de la orilla del camino, a un venado; entonces lo agarró, lo mató y lo cenaron, así se durmieron. Uno de los dos escuchó que la voz del cerro de Cajiup le decía al de los Yaguales que mataron a "su caballito", que ahora no podría ir a ver al trabajadero, a sus animales ni a vigilar el maíz y le pidió prestados a sus perros para vengar a "su caballito".
"Como no, llévatelos, le dijo el cerro Los Yaguales". El comerciante se levantó aterrorizado y le contó a su compinche lo que había oído, pero pensaron que estaban soñando. Cuando el hombre que escuchó las voces regresó a su hogar, su esposa le comentó que los coyotes llegaron una noche y mataron a todas las gallinas sin comérselas. Entonces, el hombre se atemorizó y fue a pedir perdón al Señor del Cerro, "haciéndole una costumbre" para calmarle el enfado.

### Juan Caleb
En El Chol, los ajtzij afirman que en una ocasión, un hombre llamado Juan Caleb ofreció un baile de los moros para la Virgen de la Concepción, aunque debido a su carencia de dinero, se dirigió al cerro Pacoc y comenzó a llorar; después, apareció un anciano que lo dirigió al interior del cerro y le mostró todo tipo de trajes y le dijo que escogiera. El ropaje que el Señor del Cerro le ofreció a Juan Caleb era el más hermoso y llamativo; todos lo admiraron, pero Juan Caleb no pudo guardar el secreto y contó todo, por esa razón el Señor del Cerro Pacoc se enfadó, y por medio de un gran viento le quitó los trajes a los danzantes en plena celebración y Juan Caleb murió al poco tiempo.
Se encuentran variantes de esta leyenda en cada municipio de la región, pero especialmente en Salamá, San Miguel Chicaj y Granados, así como en Purulhá de ascendencia pocomchí.

### Origen del maíz
Los achíes y pocomchíes indican en sus mitos que en la circunscripción del departamento, se dispersó el maíz al resto de Guatemala y del mundo. Destacan las variantes de la leyenda "Cuando el Dios Mundo encerró al maíz" muy enraizada en Cubulco, San Jerónimo, San Miguel Chicaj y Purulhá. En Granados, se cuenta que fue el cuervo que encontró al maíz encerrado en el cerro de Las Burras, por tal motivo se ubica un adoratorio en su cumbre de asombrosa sacralidad para los habitantes del sitio.

### Santos Patrones
Leyendas vigentes y difundidas que hablan sobre el origen de los pueblos y santos patrones fundadores de los mismos. Cuentan los abuelos rezadores de Rabinal que en tiempos antiquísimos cuando San Pablo vivía en Tzamaneb', Rabinal, existió un hombre llamado Yew Achí o K'iche', Achí que se robaba a los hijos de San Pablo. El santo nunca podía confrontarlo porque Yew Achí llegaba de noche. Cuando San Pablo percibía, ya le habían robado a sus hijos. Comentan que Yew Achí, se llevaba a los hijos en un mecapal por docenas. Santiago el patrono de Kub'ul -Cubulco-, percibió lo que le pasaba a su hermano menor y le preguntó que estaba ocurriendo. San Pablo comenzó a llorar, entonces Santiago le sugirió que se cambiaran de lugar y pueblo. De esta manera, Santiago que era el más fuerte, se puso a pelear con Yew Achí, pero éste se escondía debajo de la tierra y el agua. Santiago lo controlaba cuando aquel intentaba salir, aunque Yew Achí no se lo permitía. Por tal motivo para que "no lo estuviera fastidiando", Yew Achí se disculpó con Santiago y ofreció todas sus riquezas para que no lo asesinaran, pero Santiago no deseaba riquezas debido a que fue pobre y bueno, por lo que no lo perdonó. Previo a matar a Yew Achí, éste solicitó permiso para gritar siete veces, con lo que maldijo a los de Cubulco, debido a eso, Santiago tuvo que quedarse en ese sitio como protector y patrono del pueblo.
Hay variantes de esta leyenda en Purulhá, Salamá y San Jerónimo, que también cuentan con las mismas delicadezas y tenores.

### Kabracán
Relatan los Ancianos Mayordomos o Ajtzij, que el Dios Mundo se encuentra sustentado por cuatro hombres gigantes, que cuando se fastidian "de sostenerlo a tuto", cambiando de posición y es cuando se generan los temblores de tierra. Por tal motivo, a los temblores se les denomina cabracanes en la región. De igual forma se comenta que, "en cuanto empieza a temblar, las mujeres deben hacer 'tur tur' como cuando llaman a las gallinas", para que Kabracán no se lleve el corazón del maíz, pues es la sangre de los habitantes de Baja Verapaz. Se conoce una variante de esta leyenda en San Jerónimo conocida como "Sipac y los Tres Espíritus del Maíz", y otra en Purulhá llamada "Sipac, El Poderoso". Finalmente en San Miguel Chicaj, hay una leyenda que cuenta la lucha entre la serpiente, el ángel del relámpago y el espíritu del maíz.

### La Monja Blanca
En tiempos antiguos, había un Gran Señor, dueño de cerros y valles que descendía a la localidad una vez por año. Un día vio a una mujer muy hermosa de la cual se enamoró. El Gran Señor se dirigió a la casa de la joven a pedirla como mujer, dando como dote un cofre con mucho dinero. La mujer decidió vivir con el Señor, que la consentía en todo. No obstante, los padres de la joven aprovecharon para sacarle plata, tierras, maíz, cacao y otras riquezas a su yerno. La adolescente padeció de la pena pues miraba la ambición de sus progenitores. Estos quisieron más dinero y fueron a visitar al Gran Señor, pero no vieron nada, sólo una luz por los árboles; luego creyeron que esa luz era el espíritu de la joven. Cuando el Gran Señor se acercó, al verlos, los transformó en troncos de árboles. Luego de llorar por muchos días a su esposa, y convirtió dicha luz en una hermosa flor blanca. Así nació la Monja Blanca, Flor Nacional que adorna todos los rincones de Baja Verapaz.

### Leyendas animísticas
En Salamá, el Sombrerón es un gigante que porta un gran sombrero y cuida a los animales por la noche. Sólo se ve antes del alba. La Siguanaba se ubica en todos los pueblos y caseríos del departamento; la Llorona en el Chol, muestra una variante muy diferente, puesto que en lugar de ahogar a su hijo, se lo come para vengarse de su esposo que se relacionó con una mujer de Cobán. En San Miguel Chicaj se cuenta de la sirena que fue una mujer desobediente que habitaba las afueras de San Miguel y se bañó en el río Ixcayán un Viernes Santo, por eso Dios la castigó convirtiéndola en sirena. Otros espantos son la Siguamonta, el Cadejo y los Tzizimites, de la caña de azúcar, que abundan en San Jerónimo, Purulhá y Cubulco. 

### El pájaro grifo
Caracterizado como una forma literaria de ascendencia occidental de Salamá, y se encuentran varios llamativos relatos en la población mestiza. En el barrio del Calvario se narra la historia del pájaro grifo, narrando las aventuras de un muchacho, habitante de El Chol, que tiene que obtener plumas de un pájaro mágico llamado grifo, para curar y matrimoniarse con la hija del Gran Señor del país del agua. Luego de transcurridos varios sucesos increíbles, el adolescente de El Chol atrapa al ave y se va a vivir en el palacio del Señor del Agua.

### Otras figuras literarias
Un cuento muy extendido es el de "Juan Oso", entre los mestizos de Granados de la misma manera que el de "Blanca Flor y Rosa Flor" en El Chol.
Pedro Urdemales o Ardimales, Tío Conejo y Tío Coyote, persisten como personajes de cuentos populares en San Miguel Chicaj y San Jerónimo. En Salamá son muy conocidos los cuentos de adivinanzas como "Pan Mató a Panda" y el de "Las Tres Adivinanzas".
Se preserva una parte de la poesía oral tradicional de arcaica ascendencia medieval, como los romances de "Madre que sufría", "Alfonsito llorón" y "Dile, dile golondrina" en Salamá. Se presentan también coplas, décimas y romancillos con una modernidad muy extensa en la comarca.
Por último, dentro del género de las leyendas míticas está la que dice que en Rabinal, en las cumbres del Cerro Cuxbalám, está la entrada a Xibalbá, el inframundo de la religión maya. Se dice que el centro de Xibalbá es Rabinal, donde el varón de Rabinal todavía juega pelota.